# Bastani Sonati

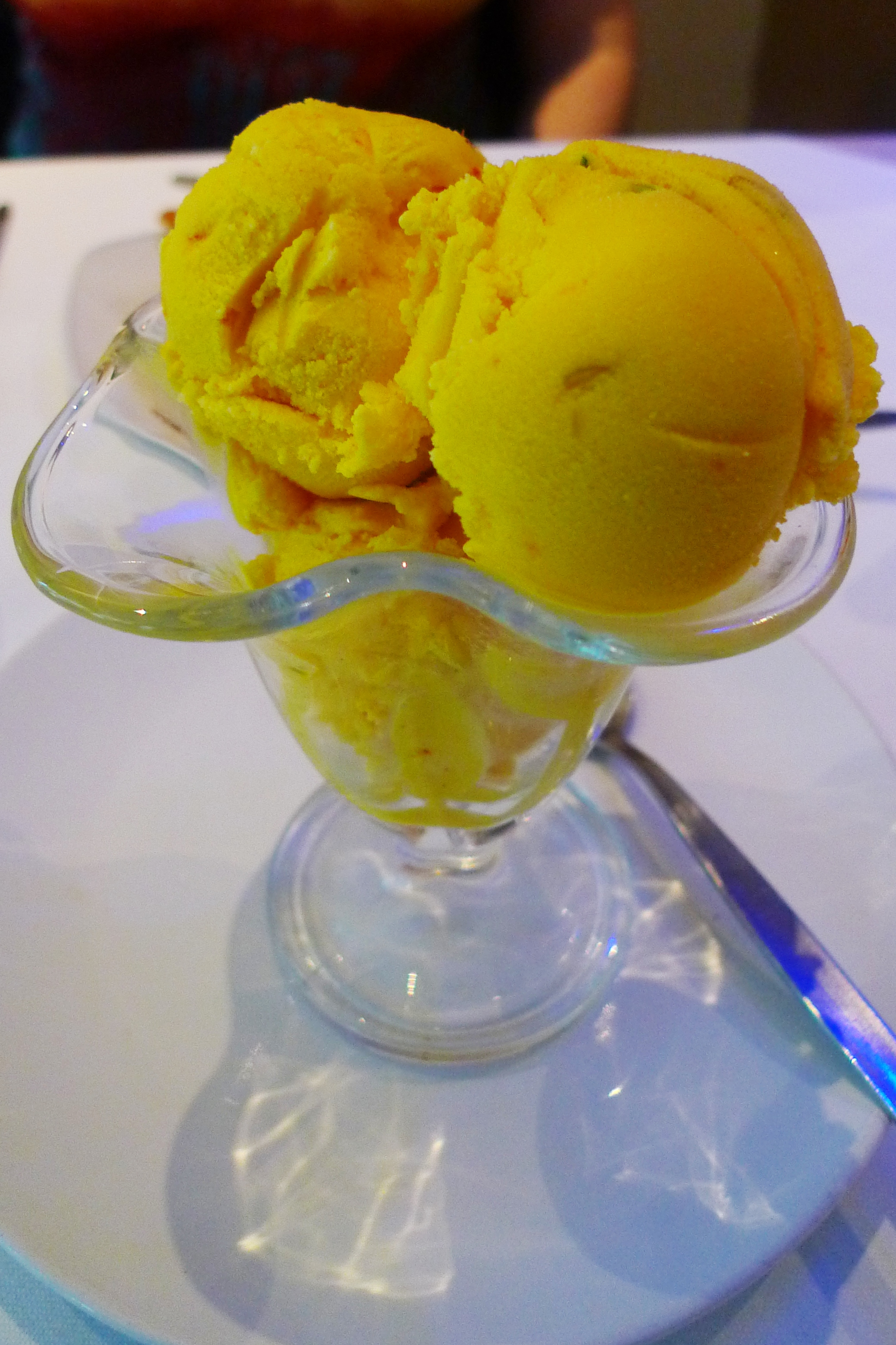
Ein Bastani Sonnati in einem iranischen Restaurant in London

Bastani Sonati (persisch بستنی سنتی; bedeutet Traditionelles Eis) ist ein persisches Safran-Eis, das aus Milch, Eiern, Zucker, Rosenwasser, Safran, Vanille und Pistazien hergestellt wird. Es ist auch als „persisches Eis“ oder „iranisches Eis“ bekannt. Bastani Sonnati enthält oft Flocken von gefrorener Clotted Cream. Manchmal ist Salep als Zutat enthalten.